# Ельжбета Вітек
Ельжбета Барбара Вітек (пол. Elżbieta Barbara Witek; нар. 17 грудня 1957) — польський політик і колишній міністр внутрішніх справ та управління Польщі, яка перебувала на посаді з червня 2019 року по серпень 2019 року, колишня спікерка Сейму (пол. Marszałek Sejmu). Вперше обрана до Сейму 25 вересня 2005 року, отримавши 7476 голосів в 1 Легницькому окрузі як кандидат у списку політичної партії «Право і справедливість». Її обрали маршалком Сейму 9 серпня 2019 року після того, як її попередник Марек Кухцінський відмовився від цієї посади через масову критику стосовно використання ним урядових літаків у приватних цілях.

## Нагороди
- Орден князя Ярослава Мудрого II ст. (Україна, 21 жовтня 2022) — за значні особисті заслуги у зміцненні міждержавного співробітництва, підтримку державного суверенітету та територіальної цілісності України, вагомий внесок у популяризацію Української держави у світі[5]